# Геблер, Фридрих Август
Фридрих Август фон Геблер (Фёдор Вильмов или Фёдор Васильевич Геблер, нем. Friedrich August von Gebler; 15 декабря 1781 Цейленроде, Княжество Рейсс, — 9 марта 1850, Барнаул) — врач, естествоиспытатель, исследователь Алтая, член-корреспондент Императорской Санкт-Петербургской академия наук (1833).

## Биография
Предки его принадлежали к знатному старинному роду и занимали высокие должности при прусском и австрийском дворах. Родился в семье Георга Вильгельма Геблера (14.01.1750—31.12.1805), городского фогта (княжеского судьи) в Цойленроде и Эрнестины Фредерики, урождённой фон Фиквайлер, дочери грайцского председателя правительства Иоганна Фридриха фон Фиквайлера.

### Образование
Начальное образование Фридрих Август до 12 лет получал дома под руководством учителей-наставников, затем поступил в лицей в Грайце. В течение 5 лет кроме религии, немецкого языка, математики и геометрии ученики лицея обучались логике, ораторскому искусству, истории, географии, латинскому, греческому, еврейскому и французскому языкам.
15 марта 1799 года 17-летним юношей Фридрих Август был принят студентом медицины в университет города Йены, где изучал медицину и естественные науки. Его попечителем был доктор Лодер, преподававший в Йене анатомию, позднее, как и Геблер, работавший в России. Кроме того он слушал лекции Августа Бача, Фогта, Карла Фридриха Зуккова (1770—1848), Бретшнайдера, Еккардта и Геттинга. Терапию преподавал Кристоф Вильгельм Гуфеланд (1762—1836) и Иоган Кристиан Штарк (младший) (1769—1832), хирургию и акушерство — Иоган Кристиан Штарк (старший) (1753—1811). Лекции по философии читал Фридрих Шеллинг.
Однако несмотря на такую серьёзную подготовку в области медицины первоначально Геблер намеревался по окончании поступить на работу в горное ведомство. 19 лет он избран действительным членом йенского «Общества минералогии», создавшего самую известную минералогическую коллекцию Европы. Но надежд на нахождение хорошей должности при такой специальности в княжестве Саксен-Веймар не было, поэтому окончательный выбор пал на медицину.
После трёхлетнего обучения в Йенском университете Геблер оставил его для того, чтобы продолжить своё образование в Вене под руководством Франка. В 7 апреля 1802 года он вернулся в Грайц. В это время он готовил диссертацию: «De asthenia inditations indirecta», которую планировалось опубликовать в Йене. Туда же он вернулся ради сдачи кандидатского экзамена. Экзаменаторами были тайный советник Грунер и надворный советник Штарк. Экзаменационная комиссия, удовлетворившись ответами Геблера, «с удовольствием» присвоила ему звание доктора внутренних болезней и хирургии, что освобождало его от публичной защиты диссертации. Формулировка «с удовольствием» редко встречалась в подобных протоколах, что говорит о действительно блестящих знаниях экзаменуемого.

### Деятельность в Германии, переезд в Россию
В ноябре 1802 года доктор Геблер открыл в Цойленроде частную практику. Тогда же он взялся за организацию оспопрививания и с 1 декабря 1802 года по октябрь 1803 года привил в Цойленроде и его окрестностях 122 ребёнка. Заметим, что прививка коровьей оспы была впервые успешно проведена Эдвардом Дженнером лишь за 6 лет до этого, в 1798 году Дженнер издал на собственные средства брошюру о своём открытии, и только в том же 1802 году, когда Геблер начал оспопрививание, открытие Дженнера было окончательно признанно в Англии (парламент присудил ему премию в 10 000 фунтов стерлингов). Геблер опубликовал о своём положительном опыте статью «Нечто о прививках коровьей оспы». Большую статью он посвятил методам психологического влияния врача на больного: «Соображения по поводу совершенствования лечения при помощи психических методов», он также высказывался в печати о недостатках в приёме врачебных экзаменов.
В январе 1806 года умер отец Геблера. Семья оказалась обременена долгами покойного. К тому же начинающий врач оказался третьим врачом в маленьком районе. Фриц Геблер ищет новое место работы в Адорфе, в Дрездене, в Крумхермерсдорфе, не теряет надежд обрести место в Грайце. 5 июля 1808 года сестра Геблера Фредерика записала в своём дневнике «Великий Боже, он собирается ехать в Россию, если с Грайцем ничего не получится…». Это первое упоминание о плане переезда в Россию. 17 июля она записывает: «К сожалению, незадолго до его приезда в Цойленроде приехал другой врач, который обрисовал ему положение работающих в России врачей, которых теперь везде разыскивают (!), в самом живом и прекрасном виде. Его склонность повидать мир в соединении с видами на более широкий круг деятельности проснулись теперь с удвоенной силой».
Осенью 1808 года Геблер был представлен в русском посольстве в Дрездене. Он обязался выехать в декабре 1808 года в Россию для работы в течение 6 лет.

### В России

#### Карьера врача
В 1809 году Геблер приехал в Петербург. Весной того же года он выдержал экзамен при Медико-Хирургической Академии, и был утверждён в звании доктора медицины и хирургии. Ему был представлен свободный выбор места службы, он пожелал выехать в качестве врача на горные заводы кабинета Его Величества и в этом же 1809 году отправился на Алтай, в Барнаул. Предполагалось, что Геблер останется на службе 6 лет.
В феврале 1810 года Фридрих Август Геблер становится врачом Барнаульского центрального госпиталя, а в 1816 году срок контракта истёк, но врач решил остаться на Алтае. И уже к 1818 году у врача было уже пятеро детей, а в июле 1820 года Фридрих Август Геблер утверждён заведующим медицинской и фармацевтической частью горного округа.

«…По указу кабинета его величества принят в здешние заводы 1809 года мая 10 дня и находился с 9 декабря 1809 года по 10 февраля 1810 года при рекрутском наборе, а с того времени при Барнаульском госпитале по 3 февраля 1816 года, с которого числа по объявлении им до того о выслуге контрактного времени в здешних заводах по его желанию отправлен в Санкт-Петербург, где по изъявленному им желанию на продолжение службы в здешних заводах пока силы и здоровье позволят кабинетом его величества принят и по прибытии в заводы с сентября 1816 года определён при Салаирском, а с 11 мая 1818 года при Барнаульском госпитале; между тем в сем же году отряжён был в Змеевский край для обозрения лазаретов, исследования причин болезней и отвращения оных…».

«С 3 июня 1820 г. заведывает всю медицинскую часть по Колыванским заводам. …дети: Егор 11, Владимир 9, Аполлон 7, Юлия 5, Николай 2».
После принятия нового «Уложения об управлении Колывано-Воскресенских горных заводов» (1828 год) и до выхода на пенсию в 1849 году Фридрих Август Геблер — инспектор медицинской части Колывано-Воскресенских заводов. Фридрих Август Геблер систематически выезжал в госпитали и лазареты округа, оказывал им практическую помощь и содействовал архимандриту Макарию Глухарёву в налаживании работы миссионерской больницы в селе Майма (1837 год).
9 апреля 1836 года Геблер принял русское подданство и дал требуемую присягу.
В сентябре 1845 года Геблер обратился к руководству Алтайского горного округа с «Представлением» о затруднениях в замещении должностей младшего медицинского персонала. Горный начальник Л. А. Соколовский распорядился отбирать лекарских учеников из лучших выпускников Окружного и Барнальского частного училищ. Такие ученики были отобраны и 7 октября 1845 года начались занятия. Геблер представил программу занятий, которая включала чтение и правописание на латинском языке, начальные основания анатомии, наставление по хирургии, краткую фармакологию и другое.
Вышел в отставку в чине статского советника. Длительные научные путешествия, служебные инспекционные поездки по Алтаю были сопряжены с большими трудностями. Плохие пути сообщения, экспедиционная жизнь в трудных условиях среди лесов и болот расстроили здоровье учёного. Он начал часто болеть, вышел в отставку и умер в Барнауле на шестьдесят восьмом году жизни. Похоронен на Нагорном кладбище в Барнауле.

#### Естественнонаучные интересы
Занимался исследованиями, в которых посетил Катунские и Чуйские белки, Курайский хребет, долину реки Чуи, Салаирский кряж, степи между Обью и Иртышом и другие места обширного Колывано-Воскресенского округа.
Результаты его исследований — богатый гербарий алтайской флоры, коллекции жуков, описание Алтайских гор, озёр, населения, разновидностей алтайской фауны. Эти путешествия позволили Фридриху Августу Геблеру описать многие виды животных, характерных для Алтая: новый вид хорьков, горную индейку, горного длиннохвостого суслика, неизвестных в то время ученым-зоологам. В те далёкие годы только начиналось энтомологическое изучение Сибири, и Фридрих Август Геблер стал пионером энтомологии Алтая, описав много новых видов жуков, и положил тем самым начало строго научному изучению Сибирской энтомологической фауны.
В 1836 году была опубликована его большая работа «Обозрение Катунских гор с их величайшей вершиной Белухой в русском Алтае». Впервые были исследованы и нанесены на карту знаменитые ледники Белухи, описаны горные породы, слагающие Катунский хребет, животный и растительный мир альпийской зоны, впервые были описаны истоки Катуни.
В 1823 году Геблер вместе с П. К. Фроловым основал Краеведческий музей в Барнауле, позднее он постоянно способствовал его развитию. Геблер очень любил музеи и часто тратил своё скромное жалование на приобретение дорогостоящих экспонатов, которые часто выписывал из-за границы: броненосец, хамелеон, крокодил-аллигатор, сохранившиеся до нашего времени. Они теперь как старейшие показываются в Алтайском государственном краеведческом музее.
Фридрих Август Геблер был членом Московского общества испытателей природы и членом-корреспондентом Академии наук и многих заграничных научных обществ.

Могила Геблера

Скончался в 1850 году в Барнауле, был похоронен на Нагорном кладбище, рядом с Н. М. Ядринцевым. Могила его, как и всё кладбище, в середине 1930-х была уничтожена, в настоящее время восстановлена.

## Память
В честь Фридриха Августа Геблера назван самый большой ледник горы Белухи и одна из улиц Барнаула.

## Изданные труды
- «Catalogus Coleopterorum Sibiriae occidentalis et confinis Tartariae» и «Additamenta» к этому труду (1830 и 1833);
- «Verzeichniss der im Kolywano-Woskresenskischen Hüttenbezirke Süd-West-Sibiriens beobachteten Käfer etc.» (1847—1848);
- «Verzeichniss der von Schrenk 1840—1843 in der östlichen Kirgisensteppe und Songarey gesammelten Käfer».
- «Описание Салаирского края в медицинском отношении».

## Семья
- Сестра: София Фредерика (12.11.1776—1853) замужем за Карлом Вильгельмом Кунце, унаследовавшем должности тестя[19]
- Брат: Карл Вильгельм (02.02.1778—18.07.1804) правительственный адвокат в Грайце, покончил с собой[19]
- Брат: Эрнст-Генрих (28.01.1780—1813) австрийский офицер, преподаватель в Ольмюцком кадетском корпусе[19]
- Сестра: Эмилия Шарлотта (15.02.1785—позднее 18.08.1817)[20]
- Сестра: Тереза-Фредерика (07.06.1786—13.01.1843) замужем за священником Фридрихом Адольфом Брокманом[20]
- Жена: Александра Степановна (урождённая Зубарева) (?—10.03.1850[21]), дочь полковника, начальника батальона горных инженеров в Барнауле[17], внучка изобретателя К. Д. Фролова[22].
  - Сын: Егор (Георг) Фёдорович (1810?[1]—1833), студент Санкт-Петербургской Медико-Хирургической Академии[17].
  - Сын: Владимир Фёдорович (1812?[1]—после 1833, до 1845), служащий горного ведомства, титулярный советник[17].
  - Сын: Аполлон Фёдорович (07.11.1814 [23]—до 1892[24])
    - Внук: Василий Аполлонович (1856?—1916), преподаватель французского в Томской мужской гимназии, биограф деда[25].
      - Правнук: Иннокентий Васильевич (1885—1963), профессор Томского политехнического института[25].

  - Дочь: Юлия Фёдоровна (1816?[1]— август 1845)[17].
  - Сын: Николай Фёдорович (1819?[1]—после 1892[24])
  - Двое детей умерли в младенчестве[17].